# Gaza (provins)
 For alternative betydninger, se Gaza (flertydig). (Se også artikler, som begynder med Gaza)
Gaza er en provins i det sydlige Mozambique med en befolkning på 1.062.380 indbyggere og et areal på 75.709 km². Hovedbyen er Xai-Xai.
23°45′S 32°45′Ø / 23.75°S 32.75°Ø